# Maria Zaki
Maria Zaki (née le 6 décembre 1964 à El Jadida) est une poétesse et écrivaine marocaine d'expression française.

## Biographie
Maria Zaki a été découverte en 1992 par l'écrivain marocain Abdelkébir Khatibi et a publié en 1994 ses premiers poèmes auprès de lui dans la revue Poésie 94 de Pierre Seghers. Docteur d'État es Sciences, après avoir enseigné à l'Université Chouaib Doukkali à El Jadida et occupé le poste de directrice de recherche et de développement dans l'industrie chimique en France (dans le Doubs voisin de la Suisse) où elle a résidé de 2002 à 2023, elle s'installe à Bordeaux où elle se consacre à l'écriture et à la recherche. Elle est membre de P.E.N. Club International (poètes, essayistes, nouvellistes) et de son Women Writers Committee, de l'Association vaudoise des écrivains et de la Société des écrivains des Nations unies à Genève. Elle a la double nationalité marocaine et belge.
Ses sujets de prédilection sont : le statut de la femme dans les pays arabes, le silence, la quête spirituelle, l'altérité et l'aimance.  
Avec Jacques Herman, elle propose un genre de poésie novateur dont on ne connaît pas d’équivalent dans la poésie contemporaine que les deux poètes nomment : Poésie entrecroisée. Le concept, initié en 2013, ne trouve pas son originalité seulement dans le duo des poètes mais dans la structure-même des poèmes : chaque poème se compose à la fois de vers de l’un tressés avec ceux de l’autre, en adoptant tout le temps la typographie romaine pour Maria Zaki et l'italique pour Jacques Herman.  

### Poésie
- Voici défait le silence, Paris, Société des écrivains 2006, réed. Edilivre 2009.
- Entre ombre et lumière, Paris, Edilivre 2007.
- Et le cheval se relève, Paris, Edilivre 2009.
- Le Velours du silence, Paris, L'Harmattan, 2010. Préface de Abdelmajid Benjelloun.
- Sur les dunes de l'aimance, Paris, L'Harmattan, 2011. Préface de Nicole Barrière.
- Soudain les roses pourpres, Paris, L'Harmattan, 2012.
- Le chemin vers l'autre, Bilingue (français-arabe), Paris, L'Harmattan, 2014. Préface de Abdelouahad Mabrour.
- Le chant de l'aimance, Paris, L'Harmattan, 2018. Préface de Hassan Wahbi.
- Au-delà du mur de sable, Poésie bilingue (français-italien), Rome, Edizioni Universitarie Romane, 2018. Introduction et traduction de Mario Selvaggio.
- Au dédale de l’âme, Poésie bilingue (français-italien), Aga-L'Harmattan, Alberobello-Paris, 2021. Préface et traduction de Mario Selvaggio.
- A mon fils, Poésie bilingue (français-anglais), Paris, L'Harmattan, 2023. Traduction de Matthew Brauer.
- Au rythme de l'océan, Poésie bilingue (français-italien), Aga-L'Harmattan, Alberobello-Paris, 2025. Introduction et traduction de Mario Selvaggio.
- La pleine lune luit et nous éclaire, Paris, L'Harmattan, 2025. Préface de Jacques Herman.

### Poésie entrecroisée
- Et un ciel dans un pétale de rose, Poèmes entrecroisés, coécrit avec Jacques Herman, Paris, L'Harmattan, 2013.
- Risées de sable, coécrit avec Jacques Herman,Paris, L'Harmattan, 2015.
- Un tout autre versant, coécrit avec Jacques Herman, Paris, L'Harmattan, 2016. Préface de Jacques Tornay.
- Hormis le silence, Poésie entrecroisée, coécrit avec Jacques Herman, Bilingue (français-arabe), Paris, L'Harmattan, 2017.
- Les signes de l'absence, Poésie entrecroisée, coécrit avec Jacques Herman, Bilingue (français-italien), Aga-L'Harmattan, Alberobello-Paris, 2018. Introduction et traduction de Mario Selvaggio.
- Comme l'aimant le fer, Poésie entrecroisée, coécrit avec Jacques Herman, Paris, L'Harmattan, 2020.
- Dialogue en aphorismes, coécrit avec Jacques Herman, Bilingue (français-anglais), Paris, L'Harmattan, 2020. Introduction et traduction de Matthew Brauer.

### Romans, Nouvelles, Théâtre
- Histoires courtes du Maroc, nouvelles, Paris, Société des écrivains, 2007.
- Triptyque fantastique, roman, Paris, Edilivre, 2008, réed. L'Harmattan, 2015. Prix Gros Sel du Public 2009, Bruxelles.
- Maktoub et autres nouvelles, Paris, Edilivre, 2009.
- La Fable du deuxième sexe, roman, Paris, L'Harmattan, 2011. Préface de Jacques Herman.
- Malgré la lumière du phare, théâtre, Paris, Ed. Createspace, 2014.
- La Funambule, roman, Paris, L'Harmattan, 2018. Préface de Jacques Herman.

### Participation aux revues et aux anthologies
- Poésie 94, Revue littéraire, Éditions Pierre Seghers, Paris, 1994.
- Sillages, Revue de l'Association Vaudoise des Écrivains, Lausanne, de 2010 à 2015.
- Nous la multitude, Anthologie poétique de Françoise Coulmin, Ed. Le Temps des Cerises, Montreuil, 2011.
- Plein Sens, La poésie au cœur de la cité, Revue de poésie, Ed. La Ruche des Arts, Paris, 2013.
- Liberté de créer, liberté de crier, Anthologie poétique du P.E.N. Club français (Poètes, Essayistes, Nouvellistes), Ed. Henry - Les Écrits du Nord, Montreuil sur mer, 2014.
- Né demain, Hommage collectif à Abdelkébir Khatibi, Mourad El Khatibi, éd. Slaiki Akhawayne, Tanger, 2014.
- 60 poèmes contre la haine, Anthologie poétique de Nicole Barrière, Ed. Createspace, Paris, 2014.
- Anthologie islandaise des poètes francophones du monde arabe, Thor Stefansson, Ed. Oddur, Reyjavik, 2014.
- Ex Tempore, Revue littéraire internationale de la Société des Écrivains des Nations unies à Genève, 2014.
- À la dérive, Anthologie poétique de Nicole Barrière, Ed. Createspace, Paris, 2015.
- Anthologie des poètes francophones planétaires, Pablo Poblète et Claudine Bertrand, Ed. Unicité, Saint-Chéron, 2016.
- Revue Arts-Sciences & Littérature, Ed. LABASE, Paris, 2016.
- Cahier de la Société des Écrivains Valaisans (Heft des WSV), Sion, 2016 et 2017.
- Tisserands du monde, Anthologie poétique de Nicole Barrière et Jean-Marc Ghitti, AMEditions, Velay-Forez, 2018.
- PAIX ! Anthologie pour une Paix universelle, de Pablo Poblète, Ed. Unicité, Saint-Chéron, 2018.
- La Riponne vue par les écrivains, Sillages, Revue de l'AVE Cahier hors-série, Lausanne, 2018.
- Sur la route de la poésie et de la lumière, Hommage collectif à Giovanni Dotoli, Mario Selvaggio, Ed. Aga-L'Harmattan, Alberobello-Paris, 2019.
- Sur la corde raide, Sillages, Revue de l'AVE, Ed. Romann, Montreux, 2019.
- Noria II. Revue littéraire et artistique, dirigée par Giovanni Dotoli et Mario Selvaggio, Ed. Aga-L'Harmattan, Alberobello-Paris, 2020.
- L'étrange ère et autres poèmes - Vers en crise, Collectif dirigé par Armel Jovensel Ngamaleu, Ed. Stellamaris, Brest, 2021.
- Noria IV. Revue littéraire et artistique, dirigée par Giovanni Dotoli et Mario Selvaggio, Ed. Aga-L'Harmattan, Alberobello-Paris, 2022.
- Jîna-Bendan Femme Vie Liberté, Anthologie poétique dirigée par Nazand Begikhani et Nicole Barrière, L'Harmattan, Paris, 2023.
- Correspondances d'écrivains et chroniques pandémiques, Collectif dirigé par Armel Jovensel Ngamaleu et Liliana Cora Fosalau, Ed. Fénix, 2023.
- Représentation en langues, littératures et arts à l'ère du digital, Collectif dirigé par Abdellah Baïda, Publication de SESHL/ENS, Université Mohammed V, Rabat, 2023.
- LA GRÂCE, Anthologie poétique dirigée par Fatima Guemiah et Nicole Barrière, L'Harmattan, Paris, 2024.
- Fragments d'un temps suspendu, 44 lettres d'écrivains sur le confinement, Collectif dirigé par Armel Jovensel Ngamaleu, Ed. Constellations, Brive-la-Gaillarde, 2025.

## Prix littéraires
- Prix Gros Sel du Public du roman à Bruxelles en 2009.
- Prix  Naji Naaman de Créativité à Beyrouth en 2013.
- Prix des écrivains valaisans en Suisse en 2013.
- Prix de Poésie 2015 du Bureau Culturel de l'Ambassade d'Égypte à Paris (Festival de la Diversité Culturelle-UNESCO).
- Prix européen francophone Charles Carrère 2019 à Paris.

## Sources
- « Maria Zaki - Auteur », sur data.bnf.fr (consulté le 26 décembre 2023)
- https://www.editions-harmattan.fr/index.asp?navig=auteurs&obj=artiste&no=18824
- « Maria Zaki - Édité par l'Harmattan », sur harmatheque.com (consulté le 26 décembre 2023)
- https://webliterra.ch/litterature-generale/Liste_Auteurs/aut_maria-zaki
- http://poesie.webnet.fr/vospoemes/poemes/maria_zaki/maria_zaki.html
- https://www.poemes.co/maria-zaki.html-0
- https://www.poemes.co/maria-zaki-jacques-herman.html